# Kursath (Hardoi)
Kursath – miasto w północnych Indiach w stanie Uttar Pradesh, na Nizinie Hindustańskiej.
Populacja miasta w 2001 roku wynosiła 5654 mieszkańców.